# Tropidechis carinatus
Tropidechis carinatus är en ormart som beskrevs av Krefft 1863. Tropidechis carinatus är ensam i släktet Tropidechis som ingår i familjen giftsnokar och i underfamiljen havsormar. Inga underarter finns listade i Catalogue of Life.
Individerna blir ibland en meter långa. Denna orm förekommer i östra Australien och lever i skogar. Den jagar groddjur, ödlor, små fåglar och små däggdjur. Honor lägger inga ägg utan föder levande ungar. Tropidechis carinatus är ofta aggressiv och det giftiga bettet är farligt för människor.
För beståndet är inga hot kända. Hela populationen anses vara stor. IUCN listar arten som livskraftig (LC).